# Mammillaria miegiana
Mammillaria miegiana (укр. Мамілярія Міга, мамілярія мігіана) — сукулентна рослина з роду мамілярія (Mammillaria) родини кактусових (Cactaceae).

## Історія

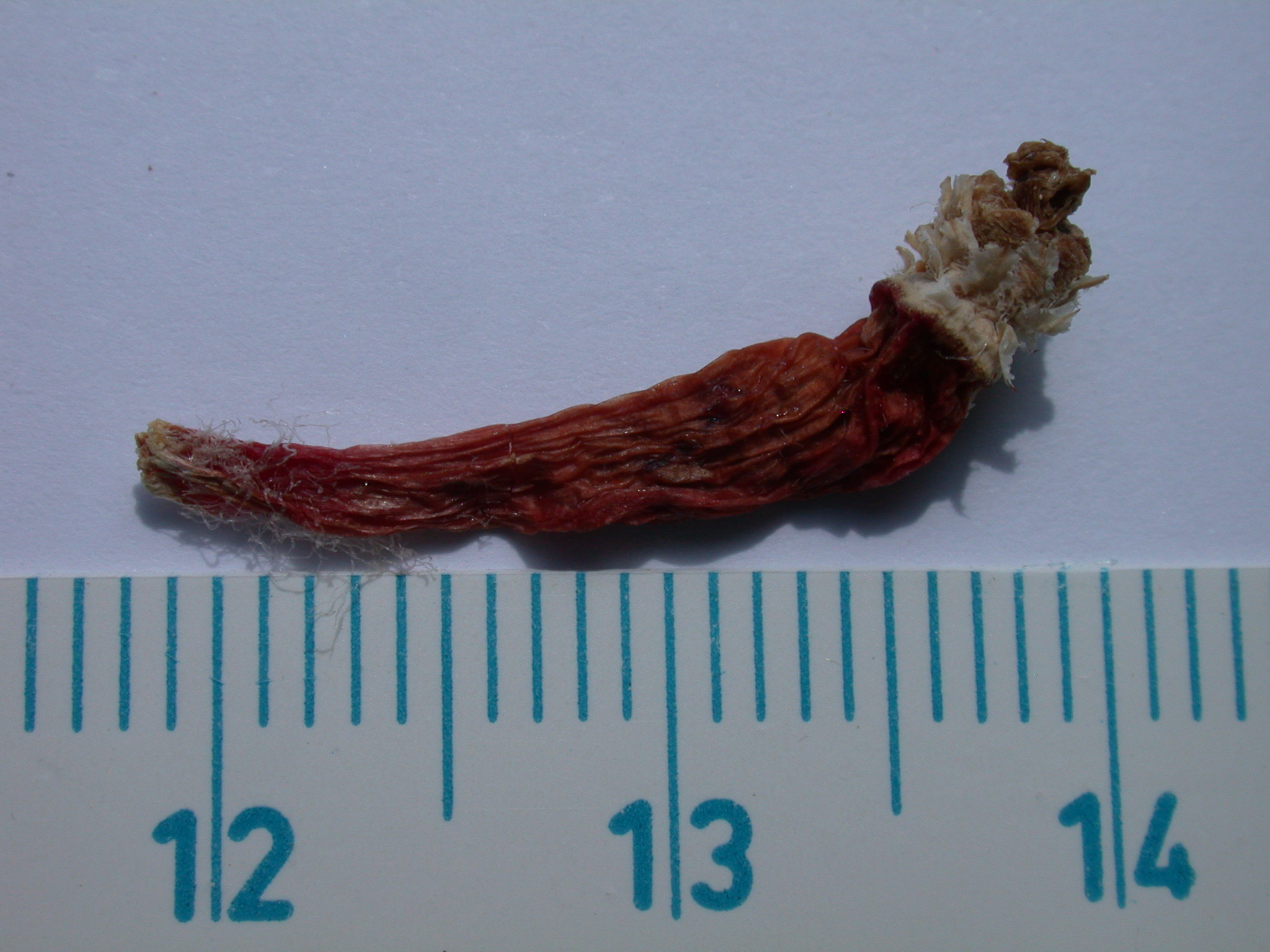
Пдід Mammillaria miegiana

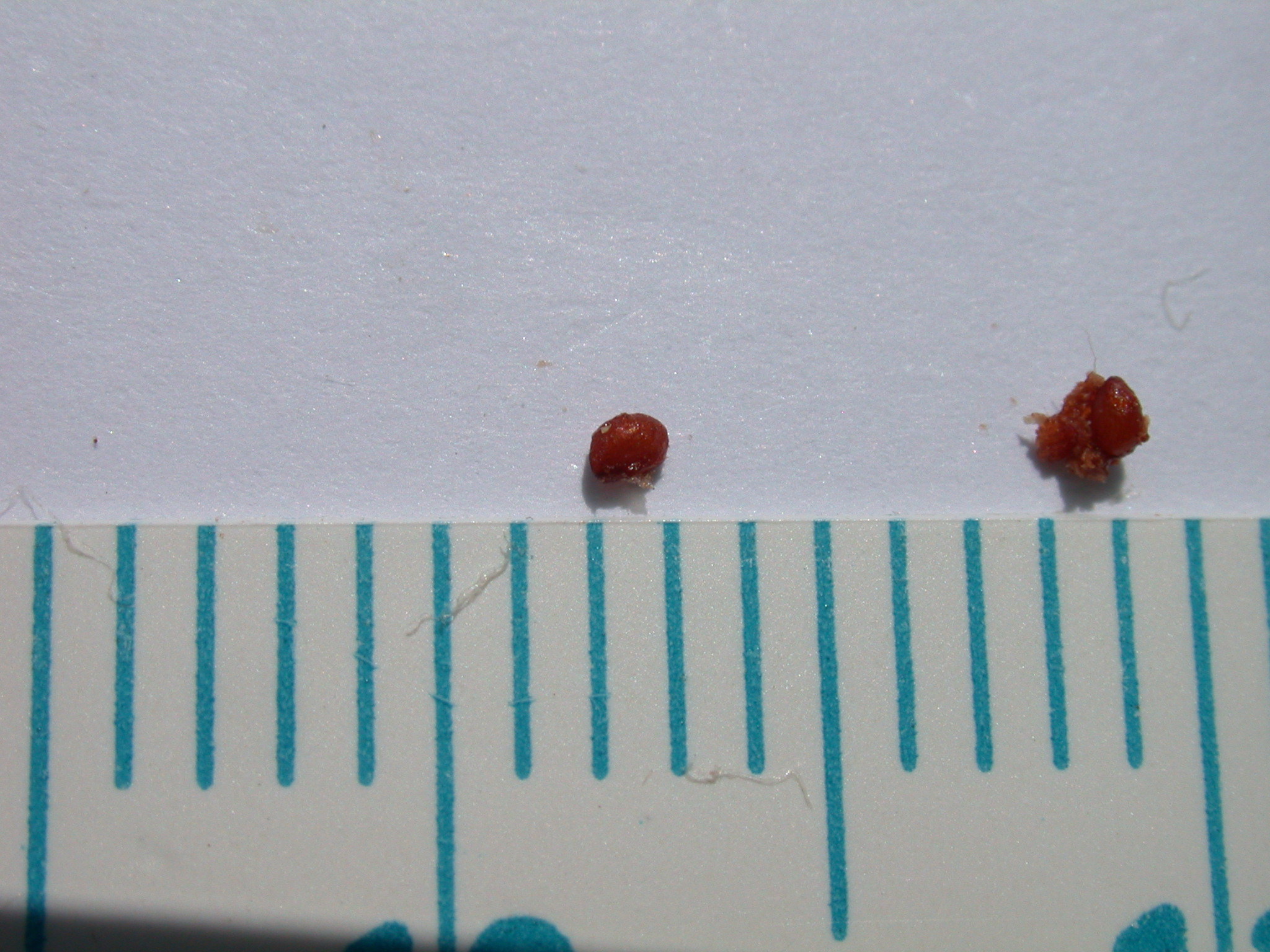
Насіння Mammillaria miegiana

Вид вперше описаний американським ботаніком Вільямом Губертом Ерле (англ. William Hubert Earle) у 1972 році у виданні англ. «Saguaroland Bulletin».

## Етимологія
Видова назва дана на честь американського колекціонера кактусів Чарльза Е. Міга (англ. Charles E. Mieg) зі Скоттсдейла, який був великим ентузіастом роду Mammillaria.

## Ареал і екологія
Mammillaria miegiana є ендемічною рослиною Мексики. Ареал розташований у штаті Сонора західніше муніципалітету Монтессума на висоті від 500 до 1300 метрів над рівнем моря.

## Морфологічний опис
Рослини поодинокі, білі.
| Орган              | Опис |
| Коріння            | |
| Стебло             | кулясте до коротко-циліндричного, до 16 см заввишки, в діаметрі 10 см.                                     |
| Епідерміс          | |
| Маміли             | чотирикутні.                                                                                               |
| Ареоли             | |
| Аксили             | спочатку з пухом, пізніше голі.                                                                            |
| Центральні колючки | 2, верхні висхідні, нижні вертикальні, коричневі, завдовжки 7-8 мм.                                        |
| Радіальні колючки  | 10-11, сірувато-білі, прямі або трохи зігнуті, завдовжки 8-9 мм.                                           |
| Квіти              | червонувато-рожеві з червоними центральними прожилками на пелюстках, до 20 мм завдовжки, в діаметрі 25 мм. |
| Бутони             | |
| Зовнішні пелюстки  | |
| Внутрішні пелюстки | |
| Тичинки            | |
| Маточка            | |
| Плоди              | булавоподібні, червоно-вишневого відтінку, до 25 мм завдовжки.                                             |
| Насіння            | червонувато-коричневе.                                                                                     |

## Чисельність, охоронний статус та заходи по збереженню
Охороняється Конвенцією про міжнародну торгівлю видами дикої фауни і флори, що перебувають під загрозою зникнення (CITES).

## Систематика
Девід Річард Гант умовно приймає цей вид, але сумнівається, що він відрізняється від Mammillaria standleyi. Прийнятий як окремий вид Едвардом Фредеріком Андерсоном  — членом Робочої групи Міжнародної організації з вивчення сукулентних рослин (IOS), колишнім її президентом у його фундаментальній монографії з родини кактусових «The Cactus Family».

## Утримання в культурі
Росте повільно, за 6 — 8 років доростає в культурі до діаметра близько 12 см, утворюючи одиночну кулясту рослину з густими колючками. Рясно цвіте, якщо надати йому хороше освітлення.